# Lever House
Het Lever House is een wolkenkrabber in New York. Het is samen met het Hoofdkwartier van de Verenigde Naties (ook in New York) een van de eerste wolkenkrabbers ter wereld die volledig gebruik maakt van een glazen vliesgevel.

## Geschiedenis
Het Lever House werd opgeleverd in 1952 als hoofdkantoor van de Britse zeepfabrikant Lever Brothers, die in 1930 samenging met de Nederlandse Margarine Unie om zo samen Unilever te vormen.
De toenmalige baas van Lever Brothers, Charles Luckman, was in 1931 cum laude afgestudeerd als architect, maar kon vanwege de economische crisis toen geen werk in deze sector vinden. Zijn architecturale interesse heeft hij behouden, want in 1950, twee jaar voor de oplevering van het Lever House, begon hij zijn eigen architectenbureau.

### Ontwerp
Het ontwerp werd geleverd door Gordon Bunshaft en Natalie de Blois van het architectenbureau Skidmore, Owings and Merrill en is gekenmerkt door de grote hoeveelheid glas. Door de grote navolging van dit gebruik van glas in wolkenkrabbers oogt het Lever House tegenwoordig niet meer zo revolutionair als in 1952. Het tekent af tegen de architecturale traditie in New York, die bekendstond door de grote hoeveelheid steen en het gebruik van 'set-backs' in het ontwerp veroorzaakt door de maximale toelaatbare verhouding tussen bouwvolume en kaveloppervlakte in de plaatselijk vastgestelde bouwwetgeving. Het Lever House bleef binnen deze verhoudingen door over een groot kavel te beschikken en een groot horizontaal vlak toe te voegen, waardoor de gemiddelde hoogte lager uitviel.
Het vele glas was niet alleen vanuit architectonische overwegingen toegevoegd, het diende ook als reclame voor de Lever Brothers. Aangezien de ramen niet vanuit de binnenkant van het gebouw schoongemaakt kunnen worden, liet de zeepfabrikant elke zes dagen een glazenwasser het volledige gebouw wassen met een merk zeep van het bedrijf zelf.

### Verval en restauratie
Toen het Lever House in 1982 door de Landmarks Preservation Commission werd benoemd tot landmark was het ernstig aan restauratie toe. Het staal in de kozijnen begon te roesten en de ramen waren vertroebeld geraakt door neerslag.
In 1998 werd het gebouw gekocht door vastgoedbedrijf RFR en werd samen met Skidmore, Owings and Merrill een restauratieplan opgezet. Dit betekende onder meer de grootschalige vervanging van kozijnen en herbestemming van de benedenverdiepingen.

## Kunst
Toen in 1998 het gebouw van eigenaar veranderde, kwamen er plannen voor een tentoonstellingsruimte op de begane grond, tot 2003 stond deze namelijk leeg. Sindsdien heeft het Lever House een permanente collectie met stukken van onder meer Folkert de Jong, Damien Hirst en Jeff Koons.

## Galerij

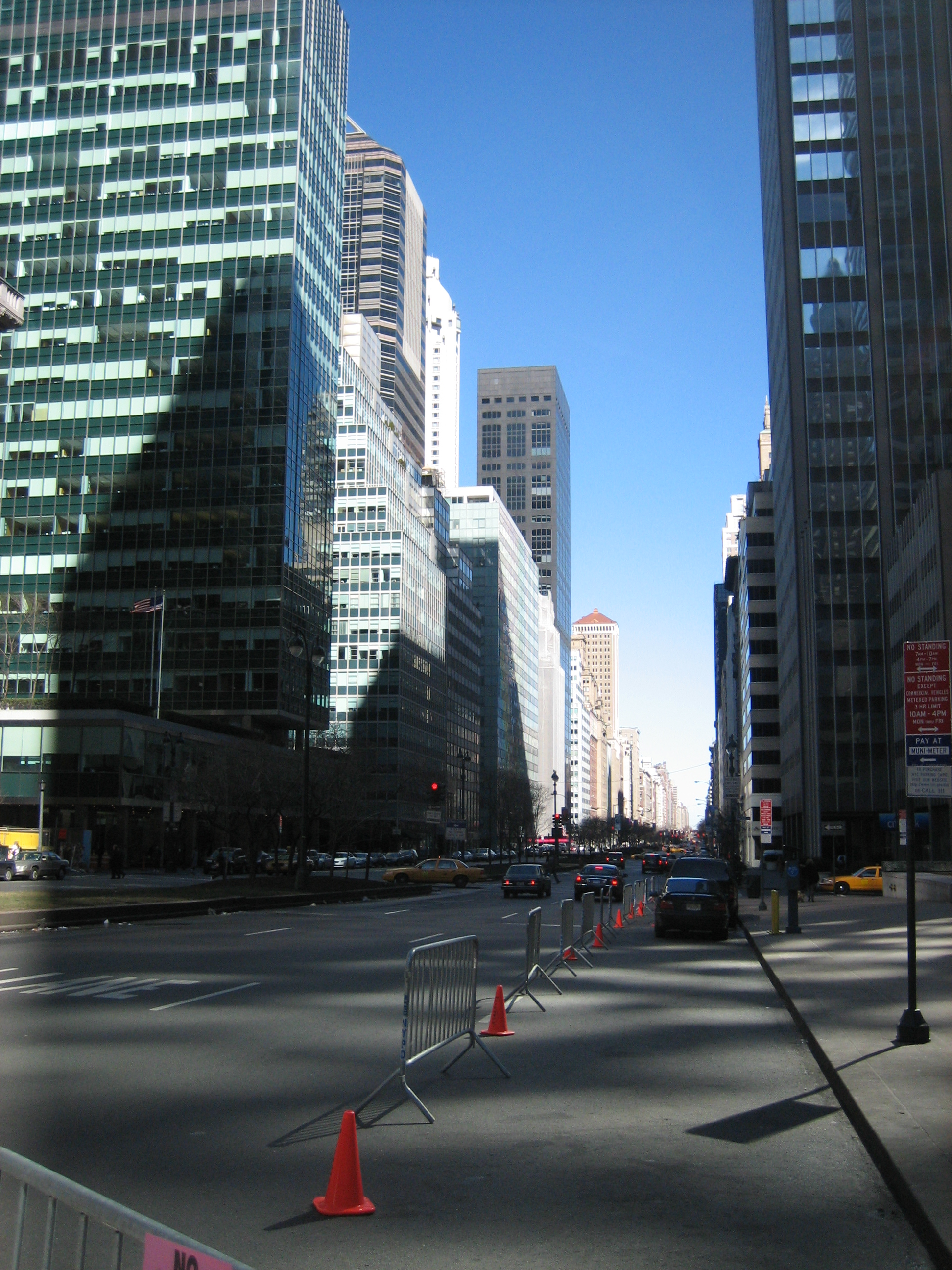
Lever House gezien vanaf Park Avenue
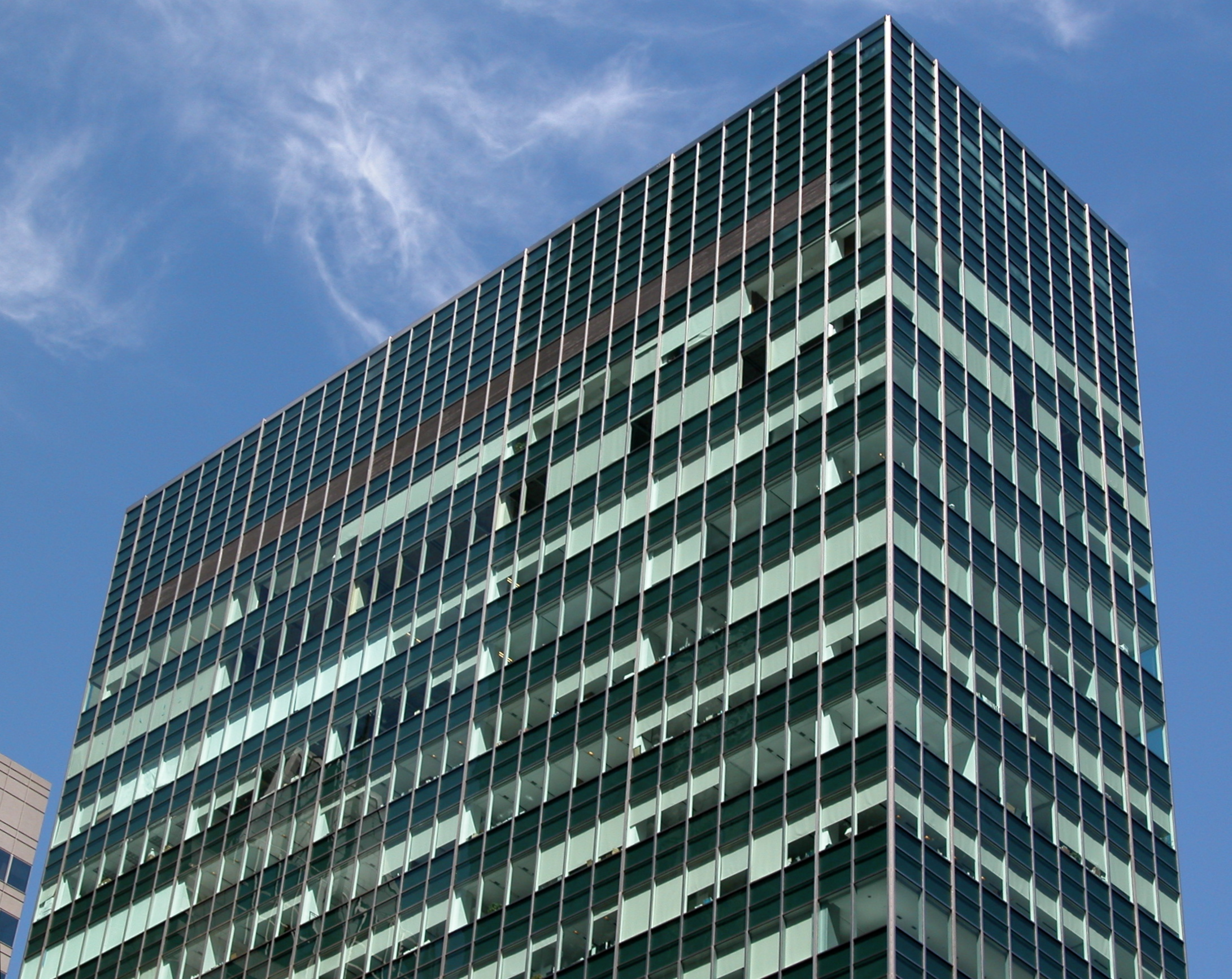
De glazen vliesgevel van het Lever House
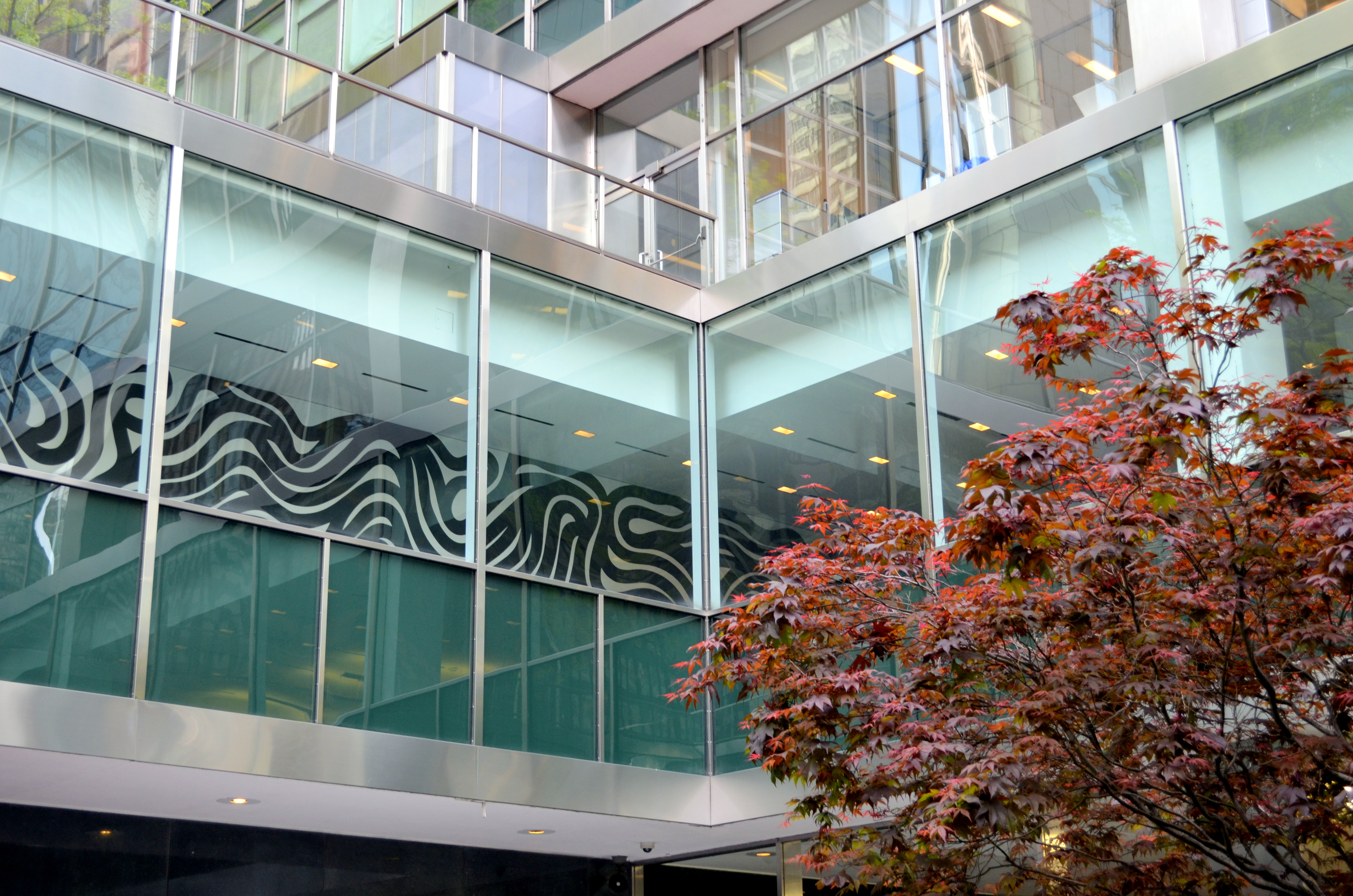
Verdieping, gezien vanaf de ingang